# Франц Єгерштеттер
Франц Єгерштеттер (нім. Franz Jägerstätter; 1907–1943) — блаженний римо-католицької церкви; мученик, страчений владою Третього Рейху за відмову служити в армії. Шанується в католицькій церкві як покровитель відмовників від служби в армії за ідейними міркуваннями.

## Біографія
Франц народився 20 травня 1907 року в Санкт-Радегунді в родині неодруженої Розалії Губер. Його батько загинув в I світову війну. Мати одружилася з Генріхом Єгерштеттером у 1917 році, який усиновив Франца і дав йому своє прізвище. Франц отримав початкову освіту в сільській школі. У 1936 році Франц Егерштеттера одружився з Францискою й у нього народилося три дочки.
Окрім праці фермером, Франц у 1936 році став місцевим церковним сторожем і дзвонарем, і почав приймати Євхаристію щодня. Після аншлюсу Австрії чинив активний громадянський спротив німецьким окупантам. У населеному пункті, де жив Франц Єгерштеттер, він був єдиний, хто голосував проти аншлюсу. Франц Єгерштеттер відмовлявся жертвувати кошти для нацистської партії, відмовився отримувати грошову допомогу для дітей, що видавалася владою.
У 1940 році після поступлення у третій францисканський орден для мирян, відкрито заявив, що служба за нацистську державу суперечить його переконанням.
У лютому 1943 року Франца знову призвали на військову службу. 1 березня 1943 року він прийшов до призовного центру й заявив про відмову від участі у бойових діях, але пропонував участь у ненасильницькій службі в санітарних частинах, проте йому було відмовлено.
У березні та квітні 1943 року його тримали під вартою в Лінці, в травні перевели до Берліну, а 6 липня 1943 року його справу розглянув військовий трибунал. Під час суду Франц Єгерштеттер сказав, що готовий служити в санітарних частинах, але суд відхилив його пропозицію і засудив до смертної кари через гільйотину за «саботаж військового призову». Коли йому ув'язниці запропонували Новий Заповіт, він відповів: «Я є повністю пов'язаний у внутрішньо Господом, і зараз читання лише перервало б моє спілкування з Богом».
9 серпня, перед самою стратою, Франц написав: «Я пишу з руками в кайданах, але вважаю, що це набагато краще, аніж якби моя воля була б в кайданах. Ні тюрма, ні ланцюги, ні вирок смерті не можуть позбавити людину віри і свободи волі. Бог дає стільки сил, що можна витерпіти будь-які страждання... Люди турбуються про обов'язки совісті стосовно дружини та дітей. Але я не можу повірити, що лише тому, що у нього є дружина і діти, чоловік має право грішити проти Бога».
Франц Єгерштеттер страчений 9 серпня 1943 року в каторжній в'язниці в місті Бранденбург.
1 жовтня 2007 року Франц Єгерштеттер зарахований до лику блаженних. У церемонії, що відбулася у Лінці, взяли участь близько 5 тисяч осіб, серед яких були 94-річна вдова Єгерштеттера і три його дочки. Церковну службу провів папський легат кардинал Мартінс, префект Конгрегації в справах святих.